# Оберн (Нью-Йорк)
Оберн (англ. Auburn) — город в США, в округе Кейюга штата Нью-Йорк. Административный центр округа. Расположен на северном берегу озера Оваско, одного из озёр Фингер. На 2010 год население города составляло 27 687 человек.
В городе расположена тюрьма строгого режима Исправительное учреждение Оберна, дом-музей Уильям Генри Сьюарда и дом аболиционистки Гарриет Табмен, являющийся национальной исторической достопримечательностью.

## История

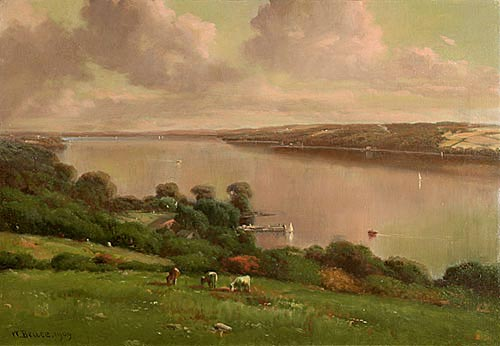
Оберн, Нью-Йорк (1909). Картина кисти Уильяма Брюса

До прибытия в Америку европейских переселенцев земли, на которых расположен современный город Оберн, были территорией ирокезов.
Город был основан в 1793 году в ходе послереволюционного заселения западного Нью-Йорка. Основателем города является ветеран военной кампании против ирокезов Джон Л. Харденберг, который поселился в окрестностях реки Оваско вместе со своей дочерью и двумя афроамериканскими рабами Гарри и Кейт Фрименами. Харденберг построил лесопилку и мукомольную мельницу, вокруг которых и возникло поселение.
Первые годы поселение считалось частью города Орелиус, но в 1805 году было отделено, получило название Оберн и стало окружным центром. В 1815 году Оберн получил статус деревни, а в 1848 — города.
В 1825 году рядом с городом был открыт канал Эри, который позволил местным фабрикам недорого транспортировать продукцию в северном и южном направлениях. В 1871 году через Оберн была проложена железнодорожная ветка, построенная для перевозки угля из Афин (Пенсильвания) к причалам на озере Онтарио в Фэр-Хейвен.

Здания теологической семинарии

В 1818 году в Оберне была создана Обернская теологическая семинария, одна из наиболее уважаемых семинарий с США. В 1939 году из-за финансовых трудностей, вызванных Великой депрессией, семинарии пришлось переехать на территорию кампуса Нью-Йоркской объединённой теологической семинарии. Единственным зданием, сохранившимся в городе от семинарии, является мемориальная часовня Сильвестра Уилларда, спроектированная архитектором Эндрю Джексоном Уорнером. Интерьер часовни и витражи были сделаны дизайнером Луисом Комфортом Тиффани. В настоящее время это единственный целиком сохранившийся и неизмененный интерьер часовни авторства Тиффани.

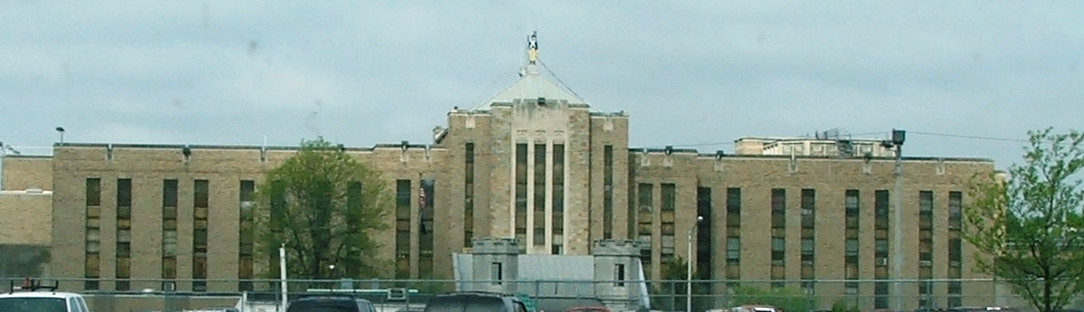
Исправительное учреждение Оберна

В 1816 году в городе была открыта тюрьма, целью которой было продемонстрировать самые современные идеи обращения с заключенными, получившие впоследствии название «обернская система». С посетителей взималась плата за просмотр учреждения и заключенных. 6 августа 1890 года в тюрьме Оберна была произведена первая в мире казнь на электрическом стуле. Первым казненным был преступник Уильям Кеммлер. В 1901 году здесь был казнен Леон Чолгош, убийца президента Уильяма Мак-Кинли. Несмотря на то, что идеи «обернской системы» больше не применяются, тюрьма продолжает функционировать и в настоящее время носит название «исправительное учреждение Оберна».

## География

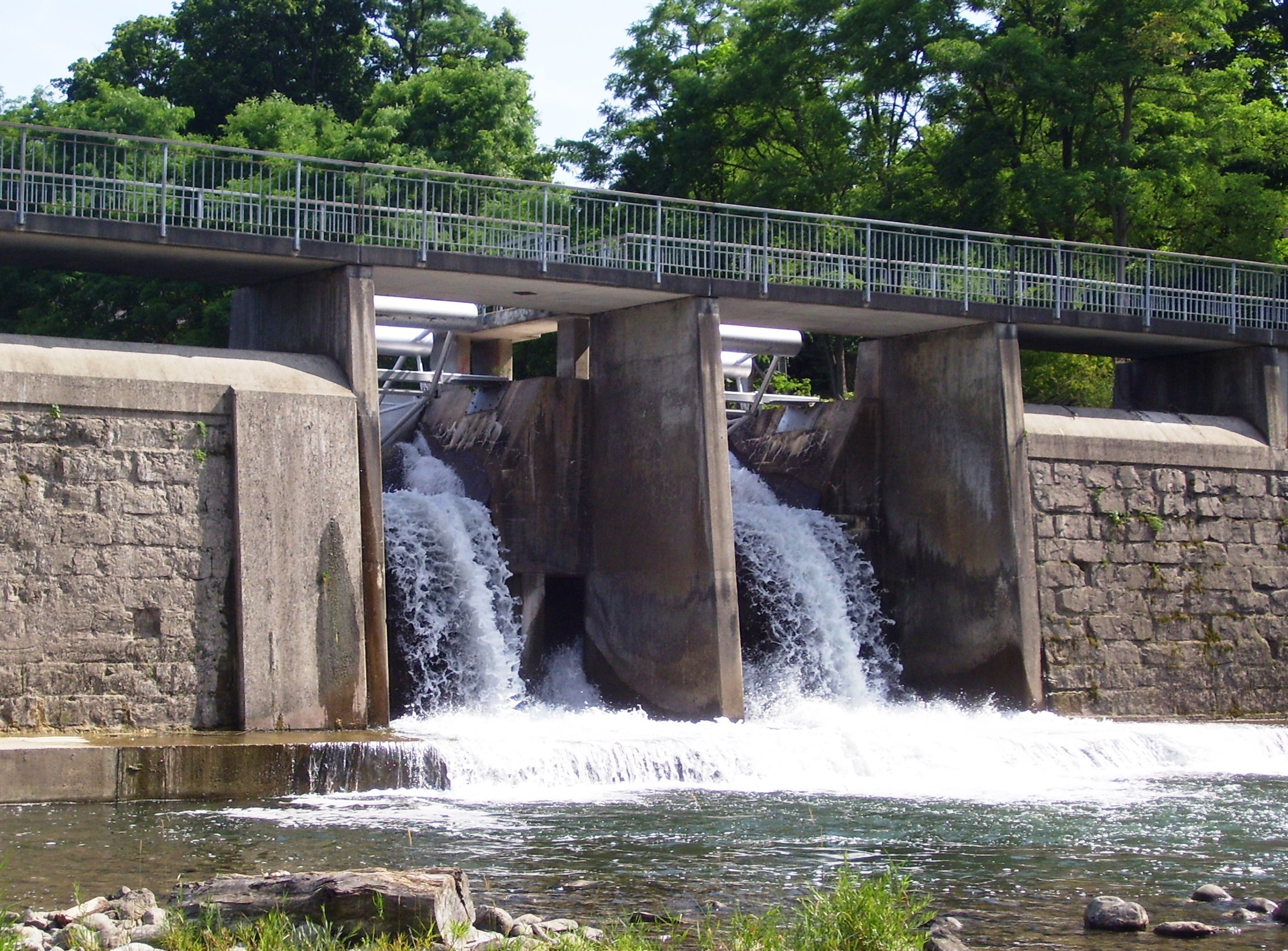
Дамба на реке Оваско

Оберн расположен на северном берегу озера Оваско, одного из озёр Фингер, из которого вытекает река Оваско, впадающая в реку Сенека. На реке установлена дамба, которая контролирует количество вытекающей из озера воды. Озеро используется городом как источник пресной воды.
Согласно данным бюро переписи населения США, площадь города — 21,6 км², из которых 21,6 км² — суша, 0,2² или 0,89 % — вода.

## Климат
Климат региона характеризуется сильными сезонными перепадами температуры с жарким летом и холодной зимой. По классификации Кёппена в Оберне климат умеренно холодный с равномерным увлажнением (Dfb).
| Показатель                                                                           | Янв.  | Фев.  | Март | Апр. | Май  | Июнь | Июль  | Авг. | Сен.  | Окт. | Нояб. | Дек. | Год    |
| ------------------------------------------------------------------------------------ | ----- | ----- | ---- | ---- | ---- | ---- | ----- | ---- | ----- | ---- | ----- | ---- | ------ |
| Абсолютный максимум, °C                                                              | 18    | 19    | 29   | 33   | 34   | 38   | 38    | 37   | 37    | 33   | 26    | 18   | 38     |
| Средний суточный максимум, °C                                                        | −1,1  | 0,1   | 5,5  | 12,3 | 19,6 | 24,5 | 27,1  | 25,8 | 21,5  | 14,9 | 8,2   | 2    | 13,37  |
| Средний суточный минимум, °C                                                         | −11,1 | −11,1 | −5,6 | 0,6  | 7,1  | 12,6 | 15,6  | 14,8 | 10,1  | 3,9  | −1,2  | −6,9 | 2,4    |
| Абсолютный минимум, °C                                                               | −31   | −36   | −26  | −11  | −3   | 1    | 4     | 4    | −2    | −9   | −17   | −29  | −36    |
| Норма осадков, мм                                                                    | 68,6  | 57,9  | 77   | 82,3 | 91,7 | 111  | 105,9 | 93,7 | 108,7 | 97   | 95    | 86,9 | 1075,7 |
| Источник: Source: NOAA (1971−2000), The Weather Channel (Precipitation and Extremes) |       |       |      |      |      |      |       |      |       |      |       |      |        |

## Население
Согласно данным переписи населения, на 2010 год в Оберне проживало 27 687 человек, было зарегистрировано 11 691 домохозяйств и 6150 семей. Плотность населения составляла 1282 чел./км². Этнический состав населения был распределен следующим образом: белые — 86,3 % (23 889 человек), чернокожие или афроамериканцы — 8,5 % (2346 человек), азиаты — 0,6 % (168 человек), индейцы или коренные жители Аляски — 0,4 % (107 человек), гавайцы или жители Океании — 0,0 % (9 человек), прочие расы — 1,1 % (313 человек), две или более расы — 3,1 % (855 человек). Испаноязычные или латиноамериканцы любой расы составили 3,6 % населения (991 человек).
Из 11 691 домохозяйств в 24,1 % были дети младше 18 лет, 31 % являлись женатыми парами. 47,4 % домохозяйств не были семьями. 39,4 % домохозяйств состояли из одного человека. Среднее количество человек в домохозяйстве — 2,17. Среднее количество человек в семье — 2,89.
Жителей города младше 18 лет — 20,9 %. Старше 65 лет — 16,3 %. Медиана возраста — 39,1 года.
| 1810 | 1820   | 1830   | 1840   | 1850   | 1860    | 1870    | 1880    | 1890    | 1900    | 1910    | 1920    | 1930    | 1940    | 1950    | 1960    | 1970    | 1980    | 1990    | 2000    | 2010    |
| ---- | ------ | ------ | ------ | ------ | ------- | ------- | ------- | ------- | ------- | ------- | ------- | ------- | ------- | ------- | ------- | ------- | ------- | ------- | ------- | ------- |
| 500  | ↗ 2333 | ↗ 4486 | ↗ 5626 | ↗ 9548 | ↗ 10986 | ↗ 17225 | ↗ 21924 | ↗ 25858 | ↗ 30345 | ↗ 34668 | ↗ 36192 | ↗ 36652 | ↘ 35753 | ↗ 36722 | ↘ 35249 | ↘ 34599 | ↘ 32548 | ↘ 31258 | ↘ 28574 | ↘ 27687 |